# Curt Heinrich Gottlieb von Arnim
Curt Heinrich Gottlieb von Arnim auch Karl Heinrich Gottlieb von Arnim oder Curth Paulino Gottlieb Heinrich von Arnim (* 11. Juli 1735 in Sternhagen; † 26. Mai 1800 in Berlin) war ein preußischer Oberst.

## Leben

### Herkunft
Curt Heinrich Gottlieb war Angehöriger des uckermärkischen Adelsgeschlecht von Arnim. Seine Eltern waren der Erbherr auf Sternhagen, Pinnow bei Prenzlau und Zollchow, Otto Friedrich von Arnim († 1754) und Dorothea Elisabeth von Arnim a.d.H. Fredenwalde (1701–1776). Er blieb unvermählt und hinterließ keine Kinder.

### Werdegang
Arnim trat im Juni 1751 als Junker bei der Garde zu Fuß in die Preußische Armee ein. Er avancierte im Regiment am 20. November 1755 zum Fähnrich, nach der Übergabe von Breslau, im Januar 1758, zum Sekondeleutnant, nach der Schlacht von Torgau, im Januar 1761, zum Premierleutnant sowie im Mai 1771 zum Stabskapitän. Im Oktober 1772 wurde er Kompaniechef und am 5. August 1779 erhielt er mit seiner Beförderung zum Major ein Grenadierbataillon, welches aus je zwei Kompanien der Garde und des Regiment Preußen zusammengesetzt war. Arnim wurde in der Schlacht bei Hochkirch zweimal verwundet. Am 5. Dezember 1786 erhielt anlässlich des Jahrestages der Schlacht bei Leuthen den Orden Pour le Mérite. Von 1791 bis 1800 war er Kommandant des Invalidenhauses Berlin. Er verstarb im Rang eines Obersts und wurde auf dem Invalidenfriedhof in Berlin begraben.
Arnim war Erbherr auf Sternhagen, Krullenhaus, Pinnow und 1/2 Zollchow.